# Ziel (fles)

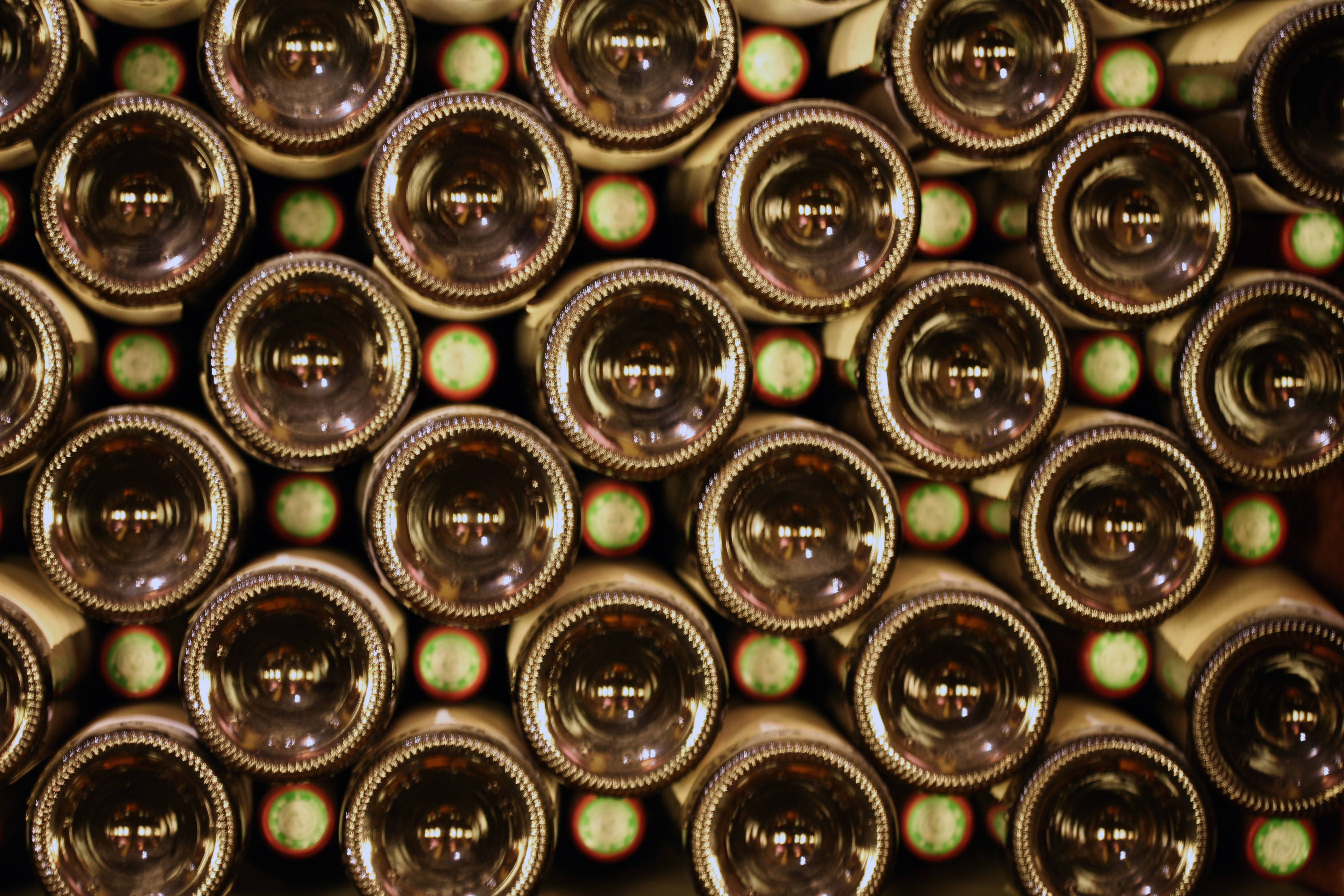
Wijnflessen met de ziel om en om naar voren gestapeld.

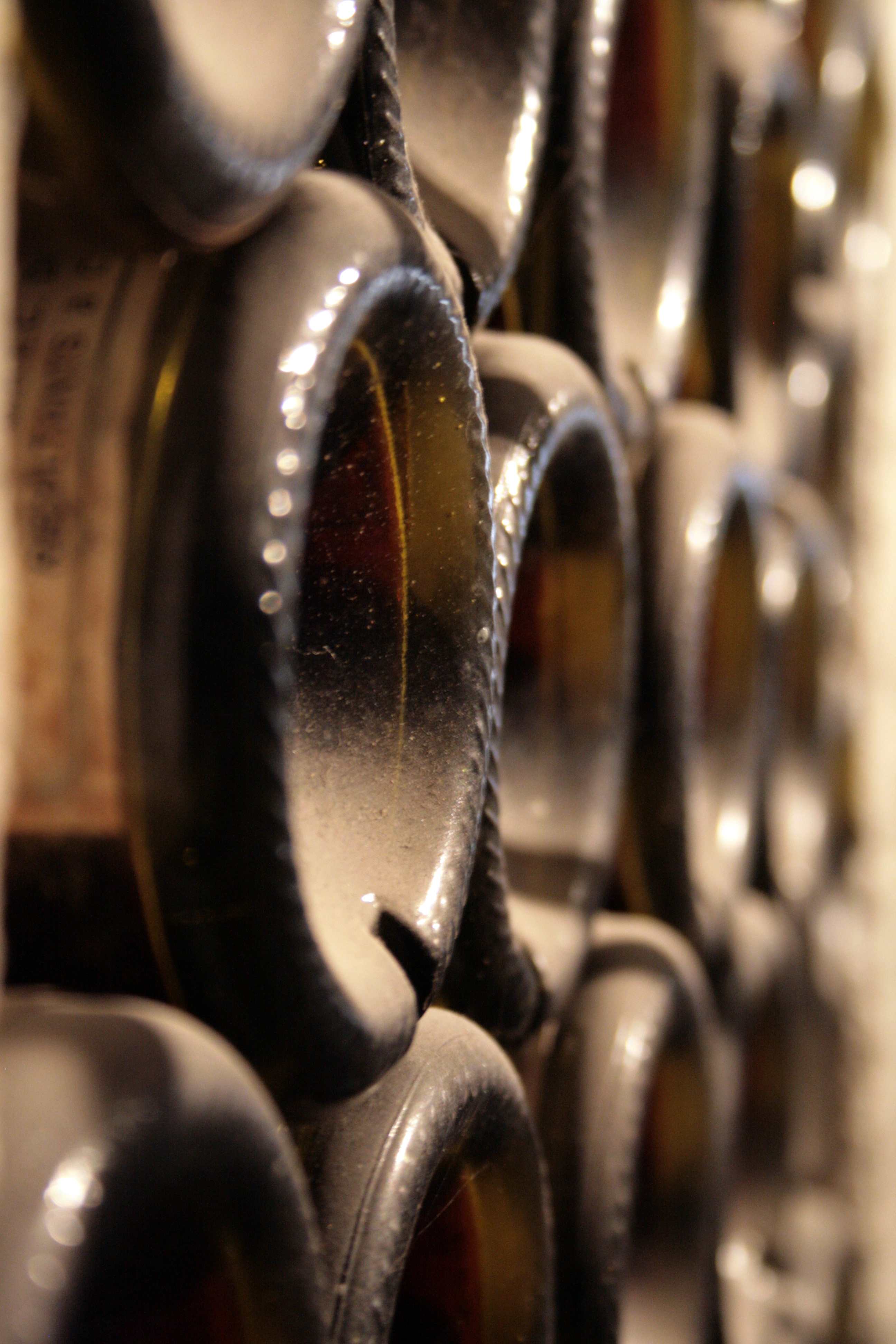
Zicht langs de ziel van wijnflessen.

In wijnflessen bevindt zich vaak een ronde instulping in de bodem. De holte die dan onder de fles aanwezig is noemt men de ziel van de fles. Geen enkele wijnfles heeft een volkomen vlakke bodem; deze zou kwetsbaar zijn voor breuk en de fles zou niet stabiel staan op een hobbelige ondergrond. Van een ziel kan men pas spreken als die ook binnenin duidelijk zichtbaar is, als een bolling of een conus.

## Functies
Een ziel heeft diverse functies namelijk:
- In de ruimte rond de ziel verzamelt zich het bezinksel de foezel en de wijnsteen in de wijn.
- Bij mousserende wijn als Champagne staat tot zes atmosfeer druk op de fles. Een ronde bodem maakt een dergelijke onder druk staande houder sterker. Voor dit doel zou trouwens een bolle vorm minstens zo goed zijn als een holle vorm. Van beide zijn voorbeelden te vinden bij andere toepassingen, zie gasflessen, spuitbussen en gastankers.
- Bij een grote fles kan men tijdens het decanteren of schenken van de wijn de duim in de ziel van de fles leggen. Sommige flessen zijn te groot om ze met één hand te omvatten.
- Bij het opslaan in wijnkelders legt men soms de hals van een fles in de ziel van de volgende voor een stevigere stapeling.
- Op een onregelmatige ondergrond staat een fles met holle bodem steviger dan een met een vlakke bodem.

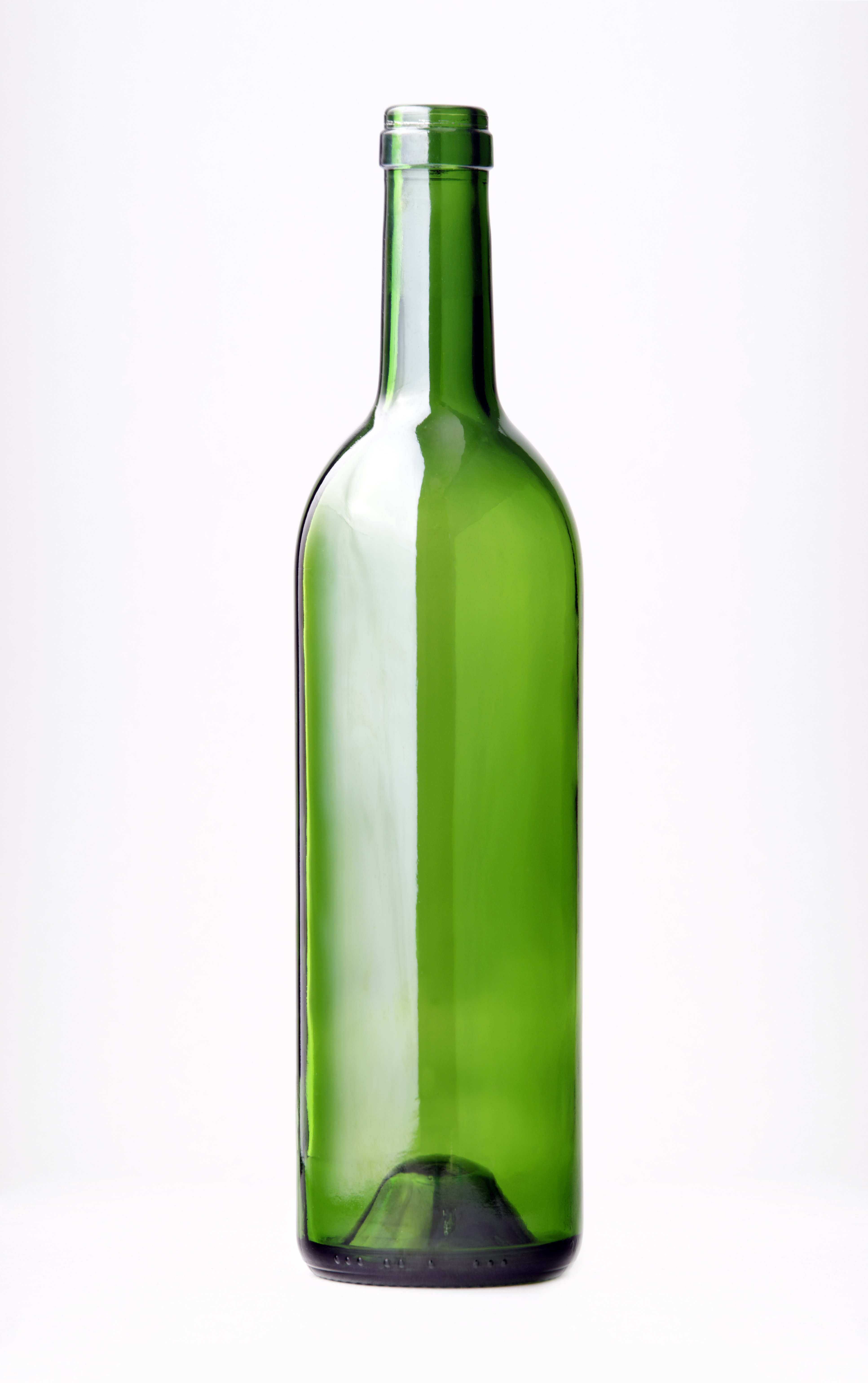
Lege wijnfles met een goed zichtbare ziel.
Fles met een minder uitgesproken ziel.
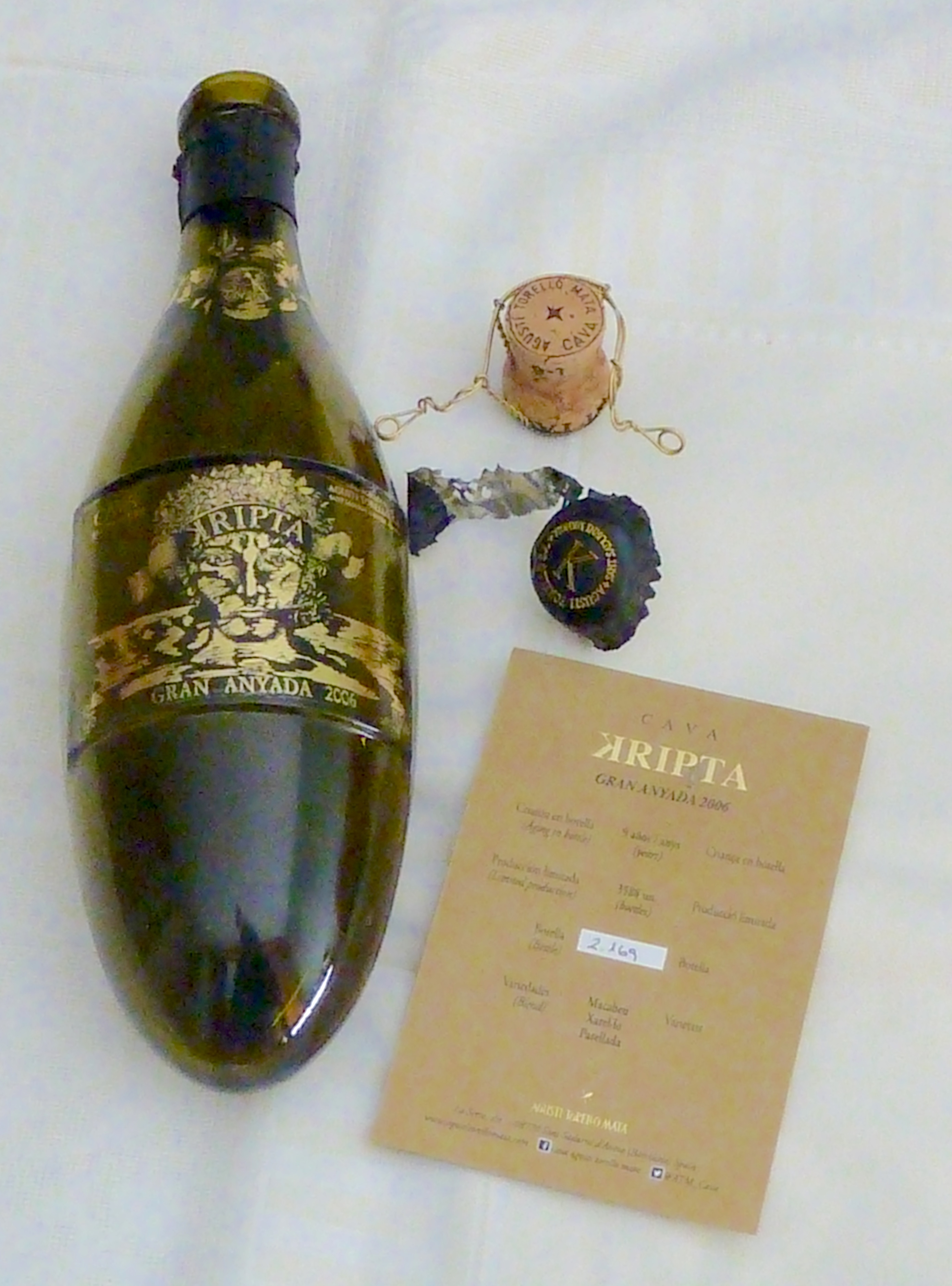
Een wijnfles voor mousserende wijn zonder ziel.